# Исраилов, Алишер Хужамович
Алишер Хужамович Исраилов (узб. Alisher Xujamovich İsrailov) — узбекский государственный деятель, хоким Сырдарьинской области (2000 — 28 ноября 2002 года).

## Биография
С 2000 года по 28 ноября 2002 года занимал должность хокима Сырдарьинской области. 17 сентября 2016 года назначен хокимом Зафарабадского района Джизакской области.